# A.C. Crispin
Ann Carol Crispin (5. april 1950 - 6. september 2013) var en amerikansk science fiction-forfatter der bl.a. har skrevet flere romaner med handlinger indenfor Star Trek og Star Wars-universerne, bl.a. Paradisfælden, Dobbeltspillet og Oprørsgryet i Han Solo-trilogien.
Hun var gift med science fiction-forfatteren Michael Capobianco.

## Ekstern henvisning
- Officiel hjemmeside Arkiveret 18. september 2009 hos  Wayback Machine

| Forfatter | Spire Denne amerikanske forfatterbiografi er en spire som bør udbygges. Du er velkommen til at hjælpe Wikipedia ved at udvide den. | Biografi |